# Публій Ліциній Красс Дів (претор 57 року до н. е.)
Публій Ліциній Красс Дів (*Publius Licinius Crassus Dives бл. 97 до н. е. — після 57 до н. е.) — політичний діяч часів Римської республіки.

## Життєпис
Походив з роду нобілів Ліциніїв. Син Марка Ліцинія Красса Діва, онук Публія Ліцинія Красса Діва, претора 104 року до н. е.
Близько 60 року до н. е. обіймав посаду еділа. У 59 році до н. е. керував судом у справах про насильство, перед яким постав Луцій Веттій за звинуваченням у змові проти Гнея Помпея Великого (зрештою Веттія було вбито в Мамертинській в'язниці).
У 57 році до н. е. обирається претором. Під час своєї каденції сприяв поверненню Марка Туллія Цицерона з вигнання. Згодом, ймовірно, розорився і змушений був розпродавати майно з аукціону. Тому відмовився виставляти свою кандидатуру на посаду консула. Подальша доля невідома.